# Otiria
Otiria est une localité rurale de la région du  Northland, située dans l'Île du Nord de la Nouvelle-Zélande.

## Situation
Les localités voisines sont Moerewa à l’est, avec la principale ville proche, qui est Kawakawa à quelques kilomètres plus loin à l’est.
D’autres localités proches comprennent 'Pokapu' vers le sud,  'Orauta' vers l’ouest, et 'Hupara' vers le nord.

## Éducation
Otiria avait une école primaire. Elle fut fermée en 2005 et les élèves transférés vers l’école de  Moerewa.

## Transports
La ville d’Otiria est située juste en dehors de la State Highway 1/S H 1.
Otiria est le point opérationnel le plus au nord du réseau national du chemin de fer de la Nouvelle-Zélande. 
C’est le terminus de la ligne ligne principale de l’Île du Nord (en), bien qu’une extension latérale déclassée allait auparavant jusqu’à Moerewa. Otiria était une jonction du chemin de fer jusqu’au milieu des années 1980.
La section de la branche d’Opua (en) de la “North Auckland Line” court vers le nord-est vers la ville de Kawakawa et Opua, alors que la branche d’Okaihau (en) court vers le nord-ouest vers la ville de Kaikohe et celle de Okaihau.
Le chemin de fer passant à travers Otiria fut construit au début des premières années du XXe siècle pour relier la localité d'Opua et de Kawakawa avec celle de Whangarei. 
La ligne, qui traverse la ville fut ouverte le 13 avril 1911.
Elle fut rapidement suivie pas le commencement des travaux sur la branche d’Okaihau  à partir d’Otiria , qui fut ouvert vers  Kaikohe en mai 1914 et Okaihau en octobre 1923 .
En décembre 1925, le train de voyageurs, qui offrait un service direct vers et à partir d’ Auckland commença à circuler à travers Otiria.
Ce fut initialement le Northland Express (en) circulant entre Auckland et Opua, avec une traction électrique pour Okaihau, détachée à Otiria.  
Il fut supprimé en novembre 1956 et remplacé par un autorail type classe RM 88 sièges (en), qui fonctionnait entre Auckland et Okaihau.
Du fait, du déclin du trafic et de la faible rentabilité de l’autorail, ce service a cessé en juillet 1967.
Les trains Mixtes (en) allant vers Whangarei continuèrent à fonctionner. 
Le dernier service de passagers, qui passa à travers Otiria, cessa le 18 juin 1976 .
La ligne à partir d’Otiria vers Opua cessa d’être utilisé en 1985, et quand la branche de Okaihau ferma le 1er novembre 1987, Otiria devint la localité la plus au nord desservi par le chemin de fer de Nouvelle-Zélande.
Un train de fret est programmé pour fonctionner chaque jour de semaine dans chaque sens entre Otiria et  Whangarei .